# Langao Chengguanzhen (häradshuvudort i Kina, Shaanxi, lat 32,30, long 108,89)
Langao Chengguanzhen (kinesiska: 岚皋城关镇, 岚皋县) är en häradshuvudort i Kina. Den ligger i provinsen Shaanxi, i den nordvästra delen av landet, omkring 220 kilometer söder om provinshuvudstaden Xi'an. Antalet invånare är 154 157. Befolkningen består av 71 134 kvinnor och 83 023 män. Barn under 15 år utgör 15,0 %, vuxna 15-64 år 74 %, och äldre över 65 år 9,0 %.
Runt Langao Chengguanzhen är det ganska tätbefolkat, med 72 invånare per kvadratkilometer. Det finns inga andra samhällen i närheten. I omgivningarna runt Langao Chengguanzhen växer i huvudsak blandskog.
Genomsnittlig årsnederbörd är 1 223 millimeter. Den regnigaste månaden är september, med i genomsnitt 253 mm nederbörd, och den torraste är december, med 4 mm nederbörd.